# BEYOND THE LIGHT…
『BEYOND THE LIGHT…』（ビヨンド・ザ・ライト…）は、1994年10月1日にSony Recordsから発売されたTo Be Continued4作目のスタジオ・アルバム。

## 概要
大ヒット曲「君だけを見ていた」をALBUM MIXで収録。
初回盤仕様は、36ページ・スペシャル・ブックレット。

## 収録曲
全編曲:佐藤鷹
1. 明日へのAccent (4:40)
作詞:岡田浩暉・後藤友輔
作曲:佐藤鷹
中山美穂に提供した「Title」のセルフカバー。
歌詞が全く異なる。
2. STEPPIN'OUT (4:43)
作詞:高島秀直
作曲:佐藤鷹
3. 涙 やめなよ (3:11)
作詞:岡田浩暉・高島秀直　作曲:佐藤鷹
4. Love is just a… (3:58)
作詞:後藤友輔・高島秀直　作曲:後藤友輔
5. moon (5:14)
作詞:岡田浩暉　作曲:佐藤鷹
6. 逃げたりしない (4:03)
作詞:朝水彼方　作曲:後藤友輔
10thシングル。
7. Funny!? Serious?! (5:21)
作詞・作曲:後藤友輔
8. 君だけを見ていた [ALBUM MIX] (4:11)
作詞:岡田浩暉・高島秀直・後藤友輔　作曲:後藤友輔
9thシングルのアルバム・ヴァージョン。
9. どんな君も愛してる (4:42)
作詞:岡田浩暉　作曲:後藤友輔
11thシングルのカップリング曲。
10. うまく言えないけど [ALBUM MIX] (4:47)
作詞・作曲:後藤友輔
11thシングルのアルバム・ヴァージョン。